# Tarmalg
Tarmalg, även kallad tarmtång, (Ulva intestinalis) är en grönalg i klassen Ulvophyceae.
Tidigare gick tarmalg under det vetenskapliga namnet Enteromorpha intestinalis (Nees, 1820), men de klassiska släktena Ulva och Enteromorpha var inte monofyletiska varför släktena numera slagits ihop under det av Linné givna, äldsta namnet Ulva. Således heter tarmalgen idag Ulva intestinalis.
Bålen kan bli upp till 5 cm bred (ibland mer), vilket är smalare än havssallat (Ulva lactuca) men bredare än fingrenig tarmalg (Ulva procera) och spretig tarmalg (U. prolifera). Bålen kan bli upp mot 40 cm hög och är sällan förgrenad. Arten är ettårig och kan ha flera generationer varje år.
Tarmalgen trivs i näringsrikt vatten och finns längs hela Östersjökusten. Den finns även längs stora delar av Nordamerikas och Europas kuster. Tarmalgen kan bli bältesbildande vid vattenlinjen.

Tarmalg som rör sig med vågorna